# آراماشوت پاپایان
آراماشوت (آشوت) پطروسی پاپایان (ارمنی: Արամաշոտ (Աշոտ) Պետրոսի Պապայան؛ انگلیسی: Aramashot Papayan؛ ۱۵ سپتامبر ۱۹۱۱ – ۲۶ نوامبر ۱۹۹۸) نویسنده اهل ارمنستان بود.

## زندگی‌نامه
وی در ۱۵ سپتامبر ۱۹۱۱ در باتومی به دنیا آمد و از انستیتو ادبیات ماکسیم گورکی فارغ‌التحصیل گشت. وی همچنین برنده جوایزی همچون نشان دوستی خلق شد. پاپایان عضو اتحادیه نویسندگان شوروی بود. وی در ۲۶ نوامبر ۱۹۹۸ در سن ۸۷ سالگی در ایروان درگذشت و در آرامستان مرکزی ایروان (توخماخ) به خاک سپرده شد.